# Zvonimir Vukić
Zvonimir Vukić, cyr. Звонимир Вукић (ur. 19 lipca 1979 w Zrenjaninie) – serbski piłkarz grający na pozycji ofensywnego pomocnika.

## Kariera klubowa
Vukić swoją piłkarską karierę zaczynał w małym klubie o nazwie Begej Žitište. W barwach tego klubu, grającego w jednej z niższych lig zadebiutował w wieku 16 lat i w sezonie 1994/1995 rozegrał tam 4 mecze, a w kolejnym 1995/1996 już 24 zdobywając 6 bramek. Po sezonie, latem 1996 przeszedł do pierwszoligowego klubu Proleter Zrenjanin. Po debiucie rozegrał w tamtym sezonie jeszcze 5 meczów. Proleter zajął 5. miejsce w lidze. W sezonie 1996/1997 Vukić w barwach Proleteru grał już w pierwszym składzie i rozegrał całkiem niezły sezon. Wystąpił w 30 meczach na 33 możliwych i zdobył 3 bramki. Niska pozycja Proleteru, dziewiąta, nie zraziła szefów hiszpańskiego Atlético Madryt, które latem 1997 zatrudniło Vukicia w swoich szeregach. Jednak trener madryckiego klubu, Radomir Antić nie widział dla swojego rodaka miejsca w pierwszej drużynie i Vukić grał jedynie w Segunda División w zespole rezerw Atlético. Po półtora roku nieudanego dlań pobytu w Hiszpanii, Vukić powrócił do ojczyzny i zimą 2000 roku został sprowadzony przez Miodraga Ješicia do Partizana Belgrad, ale dopiero za kadencji kolejnego trenera, Ljubišy Tumbakovicia zaczął grać w pierwszym składzie tego wielce utytułowanego klubu. Przez kolejne lata gry w Partizanie Vukić był wystawiany jako ofensywny pomocnik tuż za napastnikami i dzięki temu zdobywał w kolejnych sezonach dużą liczbę bramek, będąc tym samym co roku jednym z najlepszych strzelców zespołu. W Partizanie Vukić grał do lipca 2003 roku i przez 3,5 roku gry w stołecznym klubie dwukrotnie wywalczył tytuł mistrza kraju (w 2002 wówczas jeszcze Jugosławii, a w 2003 już Serbii i Czarnogóry). Ma na koncie także zdobyty Puchar Jugosławii w 2001 roku, a w sezonie 2002/2003 został królem strzelców tamtejszej ligi z 22 golami na koncie.
W lipcu 2003 za sumę 4,7 miliona euro Vukić trafił do ukraińskiego Szachtara Donieck, który to chciał odebrać prymat Dynamu Kijów. W sezonie 2003/2004 zdobył 10 goli, ale to ponownie kijowski klub został mistrzem kraju, a Szachtarowi i Vukiciowi na pocieszenie zostało zdobycie Pucharu Ukrainy. Wicemistrzostwo kraju pozwoliło Szachtarowi na start w sezonie 2004/2005 w eliminacjach do Ligi Mistrzów. Szachtar 3. rundę eliminacji przeszedł pomyślnie pokonując Club Brugge w dwumeczu 6:3. W rewanżu w Brugii padł rezultat 2:2, a obie bramki dla zespołu z Doniecka zdobył właśnie Vukić. W fazie grupowej zespół Szachtara musiał jednak uznać wyższość A.C. Milan i FC Barcelony i zajmując trzecie miejsce w grupie trafił do Pucharu UEFA. W Lidze Mistrzów Vukić rozegrał 5 meczów i nie zdobył bramki, a w Pucharze UEFA (Szachtar doszedł do 1/8 finału) 4 mecze. W lidze ukraińskiej natomiast Vukić nie zdołał zdobyć ani jednego gola, ale w zamian za to mógł się cieszyć z kolegami z zespołu ze zdobytego tytułu mistrza Ukrainy. W ostatnim dniu letniego okna transferowego, w sierpniu 2005 roku, Vukić został wypożyczony do grającego w Premiership Portsmouth F.C. W Premiership Zvonimir zadebiutował 10 września 2005 w wygranym 1:0 wyjazdowym meczu z Evertonem. Swoją pierwszą bramkę zdobył natomiast w zwycięskim 4:1 meczu z Sunderlandem. Początkowo udawało mu się łapać do pierwszego składu drużyny, jednak gdy z klubu zwolniono ówczesnego szkoleniowca Alaina Perrina i w jego miejsce zatrudniono Harry’ego Redknappa Vukić stracił miejsce w składzie. Zimą 2006 wrócił do Szachtara i zaraz potem został wypożyczony do Partizana, w którym to jednak rozegrał tylko 2 mecze, a Partizan musiał uznać wyższość Crvenej Zvezdy Belgrad w rozgrywkach ligowych. W lipcu 2006 Vukić wrócił na Ukrainę i ponownie został graczem Szachtara. W sezonie 2007/2008 wywalczył mistrzostwo i Puchar Ukrainy.
W latach 2010–2012 znów grał w Partizanie. W tym okresie wywalczył z nim trzy mistrzostwa kraju w sezonach 2010/2011, 2011/2012 i 2012/2013. Zdobył też Puchar Serbii w 2011 roku. W 2013 roku przeszedł do PAOK FC i w dwóch kolejnych sezonach (2012/2013 i 2013/2014) został z nim wicemistrzem Grecji. W sezonie 2014/2015 grał w PAE Weria, w którym zakończył karierę.
| Sezon   | Klub               | Kraj                | Rozgrywki              | Mecze | Bramki |
| ------- | ------------------ | ------------------- | ---------------------- | ----- | ------ |
| 1994/95 | Begej Žitište      | Jugosławia          | niższa liga            | 4     | 0      |
| 1995/96 | Begej Žitište      | Jugosławia          | niższa liga            | 24    | 6      |
| 1996/97 | Proleter Zrenjanin | Jugosławia          | Super liga Srbije      | 6     | 0      |
| 1997/98 | Proleter Zrenjanin | Jugosławia          | Super liga Srbije      | 30    | 3      |
| 1998/99 | Atlético Madryt B  | Hiszpania           | Segunda División       | 31    | 4      |
| 1999/00 | Atlético Madryt B  | Hiszpania           | Segunda División       | 0     | 0      |
| 1999/00 | FK Partizan        | Jugosławia          | Super liga Srbije      | 6     | 1      |
| 2000/01 | FK Partizan        | Jugosławia          | Super liga Srbije      | 21    | 7      |
| 2001/02 | FK Partizan        | Jugosławia          | Super liga Srbije      | 29    | 14     |
| 2002/03 | FK Partizan        | Serbia i Czarnogóra | Super liga Srbije      | 30    | 22     |
| 2003/04 | Szachtar Donieck   | Ukraina             | Ukraińska Wyszcza Liha | 27    | 10     |
| 2004/05 | Szachtar Donieck   | Ukraina             | Ukraińska Wyszcza Liha | 27    | 0      |
| 2005/06 | Portsmouth F.C.    | Anglia              | Premiership            | 9     | 1      |
| 2005/06 | FK Partizan        | Serbia              | Super liga Srbije      | 2     | 0      |
| 2006/07 | Szachtar Donieck   | Ukraina             | Ukraińska Wyszcza Liha | 13    | 2      |
| 2007/08 | Szachtar Donieck   | Ukraina             | Ukraińska Wyszcza Liha | 4     | 0      |
| 2008    | FK Moskwa          | Rosja               | Priemjer-Liga          | 3     | 2      |
| 2009    | FK Moskwa          | Rosja               | Priemjer-Liga          | 24    | 3      |
| 2010/11 | FK Partizan        | Serbia              | Super liga Srbije      | 13    | 1      |
| 2011/12 | FK Partizan        | Serbia              | Super liga Srbije      | 21    | 13     |
| 2012/13 | FK Partizan        | Serbia              | Super liga Srbije      | 0     | 0      |
| 2012/13 | PAOK FC            | Grecja              | Superleague Ellada     | 3     | 2      |
| 2013/14 | PAOK FC            | Grecja              | Superleague Ellada     | 24    | 8      |
| 2014/15 | PAE Weria          | Grecja              | Superleague Ellada     | 3     | 0      |

## Kariera reprezentacyjna
W reprezentacji Serbii i Czarnogóry Vukić zadebiutował 12 lutego 2003 roku w zremisowanym 2:2 meczu z reprezentacją Azerbejdżanu, rozegranym w Podgoricy w ramach kwalifikacji do Euro 2004. Swoją pierwszą bramkę w kadrze zdobył 11 września 2003 w wygranym 3:2 wyjazdowym meczu z reprezentacją Walii (Vukić zdobył wówczas bramkę w 6 minucie zmieniając stan meczu na 1:0). Z reprezentacją Serbii i Czarnogóry nie zdołał awansować do mistrzostw Europy, natomiast udało mu się z kadrą awansować do finałów Mistrzostw Świata w Niemczech i został także powołany do 23-osobowej kadry na same finały. Tam jednak zagrał tylko w jednym meczu – 20 końcowych minut przegranego 0:6 meczu z Argentyną. Serbowie doznali klęski na tych mistrzostwach i nie wyszli z grupy przegrywając wszystkie 3 mecze. Po mistrzostwach nowym selekcjonerem został Hiszpan Javier Clemente, ale jak dotąd nie widzi on miejsca w składzie w nowo powstałej reprezentacji Serbii dla Vukicia, który jak dotąd (stan na 27 września 2006) rozegrał w kadrze narodowej 26 meczów i zdobył 6 bramek.